# Adilabad (miasto)
Adilabad – miasto w Indiach, w stanie Telangana. W 2011 roku liczyło 139 383 mieszkańców.